# József Zichy

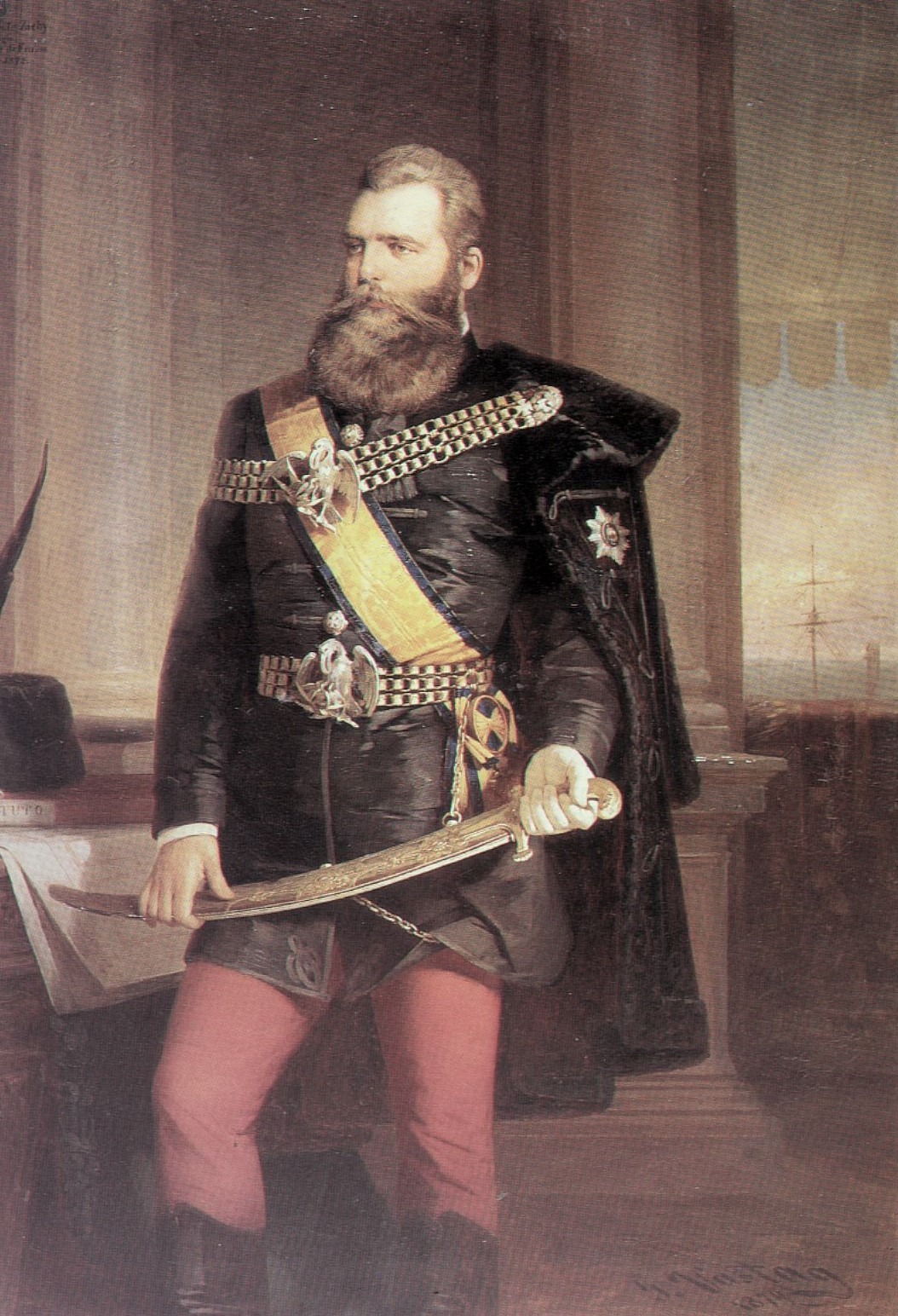
József Zichy als Gouverneur von Fiume, um 1870

József (Joseph) Graf Zichy von Zich und Vásonkeő (* 13. November 1841 in Pozsony; † 11. November 1924 in Voderady) war ein ungarischer Politiker, Minister und Gouverneur von Fiume.

## Leben
József Zichy wurde 1841 in Pozsony (heute Bratislava) als Sohn von Franz Zichy und Maria Clara Demblin geboren. Nach seinem Jurastudium und Doktorat in Wien und Pozsony unternahm er mit seinem Bruder Ágost Zichy lange Reisen durch Europa, nach Asien und Amerika und durchquerte dabei einen Teil der Wüste Gobi. 1861 wurde er als Abgeordneter des Wahlkreises Morvaszentjános im Komitat Pozsony in den ungarischen Landtag gewählt. Ab 1867 war er Sektionskommisar im ungarischen Handelsministerium und wurde 1870 zum Gouverneur der vom Königreich Ungarn verwalteten Stadt Fiume mit Gebiet ernannt. Dieses Amt legte er nieder, als er 1872 im Kabinett von Ministerpräsident József Szlávy zum Minister für Ackerbau, Industrie und Handel ernannt wurde. Im selben Jahr wurde er durch eine Nachwahl Abgeordneter des Wahlkreises Fiume. 1874 übernahm er zusätzlich das Amt des Ministers für öffentliche Arbeiten und Communicationen, das er bis 1875 ausübte. Von 1889 bis 1893 war er Obergespan des Komitats Pozsony und der Stadt Pozsony und von 1891 bis 1893 provisorisch auch zusätzlich Obergespan des Komitats Trencsén. Nach seiner Tätigkeit als Obergespan zog er sich aus der Politik auf sein Gut in Verdrőd (heute Voderady, Slowakei) zurück, das im Vertrag von Trianon 1920 zur Tschechoslowakei kam.